# Emil Racoviță

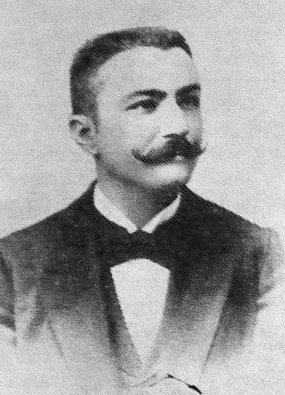
Emil Racoviță

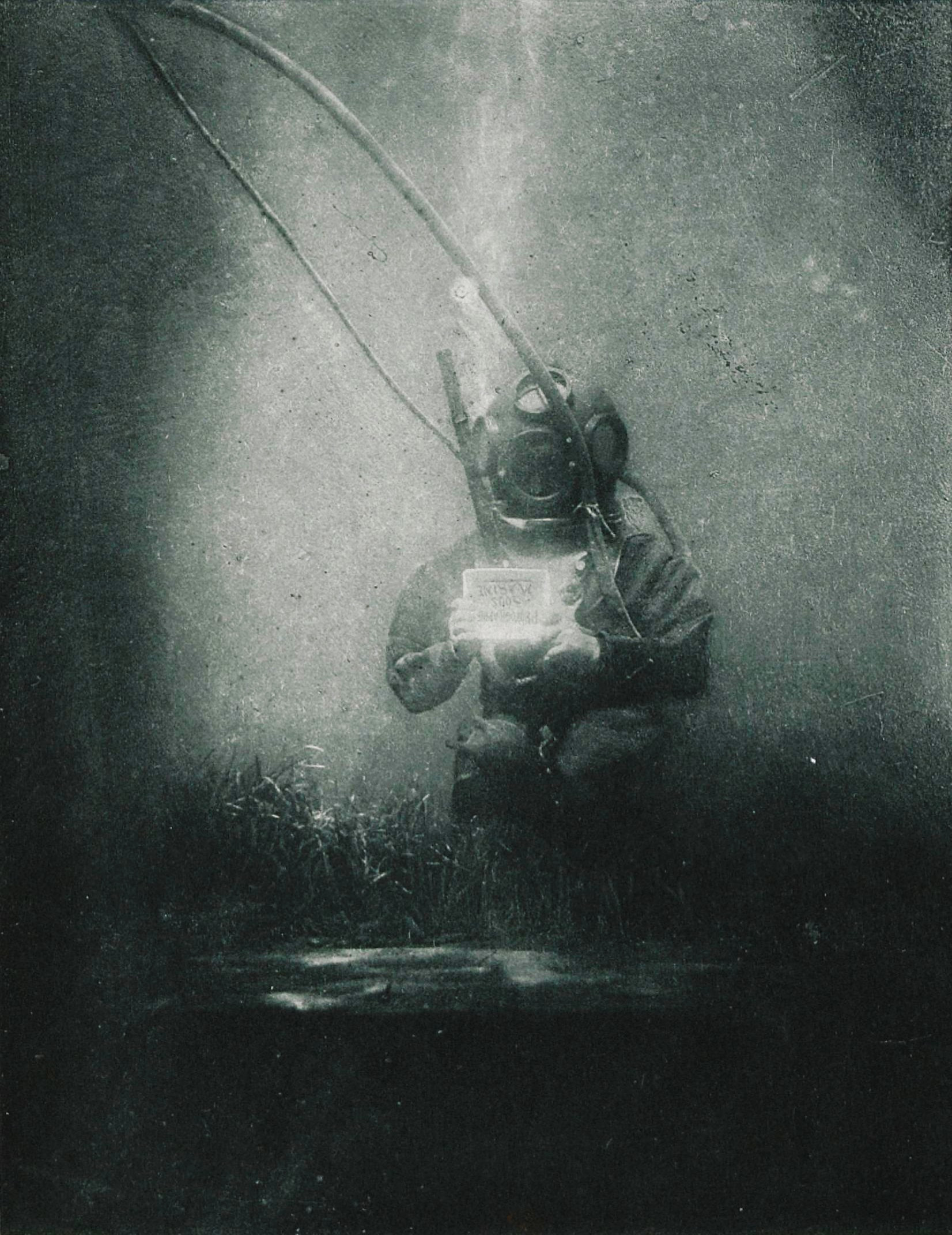
Unterwasserportrait Emil Racovițăs von Louis Boutan, 1899

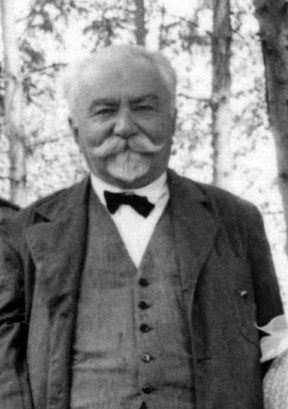
Emil Racoviță, 1935

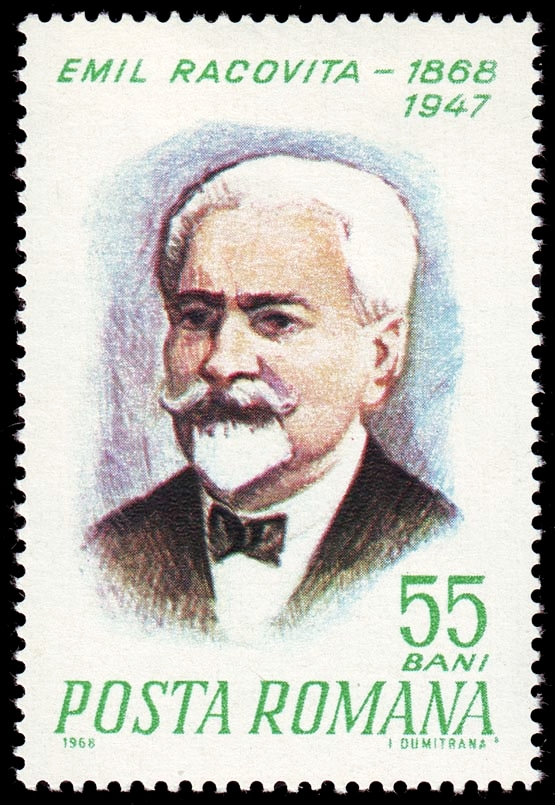
Briefmarkenausgabe zum 100. Geburtstag Racovițăs (Rumänien 1968)

Emil Gheorghe Racoviță (* 15. November 1868 in Iași; † 19. November 1947 in Cluj) war ein rumänischer Biologe, Botaniker und Polarforscher. Er ist der Begründer der Biospeläologie (Biologische Höhlenkunde). Er war Mitglied und Präsident (1926–1929) der Rumänischen Akademie der Wissenschaften und Professor an der Universität von Cluj.

## Biografie

### Herkunft und Ausbildung
Emil Racoviță entstammte der bedeutenden moldauischen Aristokratenfamilie Racoviță, deren Mitglieder im 18. Jahrhundert mehrfach den moldauischen und walachischen Thron bestiegen: Mihai Racoviță, Constantin Racoviță und Ștefan Racoviță. Seine Eltern waren der Rechtsanwalt Gheorghe Racoviţă (1839–1913), einer der Gründer der literarischen Gesellschaft Junimea, und Eufrosina Racoviță (1845–1907), geborene Stamatopol. Emil Racovițăs zwei Geschwister Alexandru und Margareta starben bereits als Kinder. Er wuchs im Herrenhaus des Dorfs Sorănești (heute nach ihm Emil Racoviță benannt), im Kreis Vaslui auf. In der Grundschule in Păcurari (heute ein Stadtteil von Iași) war der spätere Schriftsteller Ion Creangă einer seiner Lehrer. Emil Racoviță besuchte anschließend das staatliche Lyzeum in Iași und das private Lyzeum Institutele Unite, wo der Romanist Alexandru Lambrior, der Historiker Alexandru D. Xenopol (1847–1920), der Chemiker Petru Poni (1841–1925) und der Geologe Grigore Cobălcescu (1831–1892) zu seinen Lehrern gehörten. Letzterer weckte in ihm die Leidenschaft für die Natur und spielte so eine entscheidende Rolle bei seiner späteren Berufswahl.
Auf Wunsch seines Vaters absolvierte Racoviță von 1886 bis 1889 ein Jurastudium in Paris. Daneben besuchte er Kurse und Vorträge des Anthropologen Léonce Manouvrier (1850–1927) an der École pratique des hautes études. Anschließend schrieb er sich an der naturwissenschaftlichen Fakultät der Sorbonne ein. Nach dem Abschluss seines Studiums im Jahr 1891 blieb er in Frankreich und arbeitete an der Meeresforschungsstation Arago in Banyuls-sur-Mer. Er wurde 1896 bei Henri de Lacaze-Duthiers mit einer Dissertation über den Kopflappen bei Vielborstern promoviert.
Als Student leitete Racoviță viele Jahre lang den sozialistischen Studentenzirkel in Paris, wo die Grundthesen des wissenschaftlichen Sozialismus erörtert wurden. Er nahm 1889 am Internationalen Arbeiterkongresses in Paris teil und unterzeichnete den Kongressantrag, der die gesetzliche Einführung eines Achtstundentages forderte. 1893 hielt er eine Rede auf dem Internationalen Kongress sozialistischer Studenten in Genf. Aufgrund seiner politischen Überzeugung, dass „der Boden dem gehören muss, der ihn bebaut“, verteilte er den Großteil seiner ererbten Güter an die Bauern.

### Belgica-Expedition
Emil Racoviță nahm als Biologe an der Belgischen Antarktisexpedition (1897 bis 1899) auf der Belgica teil. Die Expedition stand unter der Führung von Adrien de Gerlache de Gomery; zweiter Offizier war der damals noch völlig unbekannte Roald Amundsen. Auf der Hinreise verließ Racoviță das Schiff in Rio de Janeiro und reiste auf dem Paketboot Oravia nach Punta Arenas, um die Zeit zu nutzen, die Tier- und Pflanzenwelt an der Magellanstraße zu studieren. An Bord lernte er Francisco Pascasio Moreno, den Direktor des La-Plata-Museums, kennen und begleitete ihn auf einer 23-tägigen Expedition zu Pferde zum oberen Tal des Rio Gallegos. Auf dieser Reise sammelte Racovitza zahlreiche Exemplare der patagonischen Flora und Fauna.
Emil Racoviță legte während der Belgica-Expedition eine beeindruckende botanische und zoologische Sammlung von etwa 1200 tierischen und 400 pflanzlichen Proben an, die im Anschluss von 74 Experten bearbeitet wurden. Sein in den wissenschaftlichen Expeditionsberichten erschienener Aufsatz zu den Walen gilt heute als Klassiker. Sein Tagebuch der Expedition erwähnt die großen physischen und psychischen Qualen, welche die Teilnehmer erdulden mussten. Seine wissenschaftlichen Ergebnisse der Forschungsreise wurden 1900 unter dem Titel La vie des animaux et des plantes dans l’Antarctique („Das Leben der Tiere und Pflanzen in der Antarktis“) veröffentlicht. In Erinnerung an seine Leistungen bei dieser Forschungsreise tragen seit 1958 die Racoviță-Inseln in der Antarktis seinen Namen.

### Weiteres Leben und Wirken
Nach seiner Rückkehr aus der Antarktis bekam Emil Racoviță eine Stelle an der Meeresforschungsstation Arago in Banyuls-sur-Mer, wo Lacaze-Duthiers ihn als seinen Nachfolger ins Auge fasste. Am 1. November 1900 wurde er zum stellvertretenden Direktor ernannt. Gemeinsam mit Georges Pruvôt, dem Direktor der Station, wurde er ein Jahr später Herausgeber der renommierten wissenschaftlichen Zeitschrift Archives de Zoologie expérimentale et générale.
Bei einem Besuch auf Mallorca (1904) entdeckte er in der Cueva del Drach eine bis dahin unbekannte Gattung und Art von Asseln, die er 1905 als Typhlocirolana moraguesi benannte. Er gab die Meeresforschung auf und widmete sich fortan der Erforschung unterirdischer Ökosysteme. Die Veröffentlichung seiner Arbeit Essai sur les problèmes biospéologiques (1907) gilt heute als die Geburtsstunde der neuen Wissenschaft Biospeläologie.
1919 erhielt Racoviță einen Ruf an die neu gegründete Universität von Klausenburg im in Folge des Ersten Weltkriegs an Rumänien gefallenen Siebenbürgen, die heutige Babeș-Bolyai-Universität Cluj. Er folgte ihm unter der Bedingung, dass ihm die Leitung eines Instituts für Höhlenforschung übertragen würde. Das Gesetz über die Gründung des weltweit ersten speläologischen Instituts wurde am 26. April 1920 verabschiedet. Als seine Stellvertreter holte Racoviță René Jeannel und Pierre-Alfred Chappuis ans Institut. Emil Racoviță definierte die Biospeläologie als die Wissenschaft vom Leben in Höhlen und unterirdischen Gewässern. Seine Forschungen über die Ökologie und die Evolution, die Anpassung der Tierwelt an die Lebensbedingungen im Untergrund und die Systematik der Tierwelt sind Meilensteine der Wissenschaft.
Die Ergebnisse seines biospeläologischen Programmes sind bemerkenswert: Es wurden über 1.400 Höhlen in Europa und Afrika erforscht und eine Sammlung von 50.000 Höhlentieren angelegt und 66 Publikationen mit zusammen fast 6.000 Seiten über die unterirdische Tierwelt verfasst.
1940 musste Rumänien aufgrund des zweiten Wiener Schiedsspruchs den Norden und Osten Siebenbürgens an Ungarn abtreten. Daraufhin zogen Emil Racoviță und das speläologische Institut kurzzeitig nach Timișoara. Nach der Rückgängigmachung der Gebietsabtretungen wurde das Institut wieder nach Klausenburg verlegt. Racoviță konnte die Wiedererrichtung des Instituts in Klausenburg nicht mehr abschließen und starb 1947 im Alter von 79 Jahren an der Grippe.
Aufgrund seiner internationalen Reputation wurde er nicht wie viele Mitglieder der Familie von den kommunistischen Machthabern verhaftet und weggesperrt, obwohl er sich häufig kritisch zu den politischen Verhältnissen äußerte. In einer seiner letzten öffentlichen Vorlesungen fasste er sein Lebenswerk und Vermächtnis an die Jugend mit folgenden Worten zusammen: „Liebe zum Vaterland und zur rumänischen Sprache; Liebe zur Wissenschaft; unbegrenztes Vertrauen zu den wissenschaftlichen Forschungen; die Zivilcourage, jederzeit und allerorts die Wahrheit zu sagen; Schließlich ungetrübter Optimismus, dem Glauben entsprungen, dass die heutige Menschheit letzten Endes doch nicht so töricht sein wird, sich ihr eigenes Grab zu schaufeln.“
Aus Respekt vor der Evolution und aus Idealismus setzte er sich zeit seines Lebens für den Umweltschutz, insbesondere den Klimaschutz, und den Erhalt der Naturdenkmäler in Rumänien ein und warnte früh vor den Gefahren des Fortschritts: „So geht es nicht weiter! Der Fortschritt auf diesem nicht allzugroßen Planeten bedarf einer Änderung, um die Vernichtung der Menschheit abzuwenden.“

### Privates
Emil Racoviță heiratete 1907 Hélène Boucard, die an einer seiner Höhlenexpeditionen teilgenommen hatte. Das Paar hatte die Kinder Reneé (* 1908), Ion (* 1909) und Andrei (* 1911).

## Funktionen
- 1922–1926: Senator und Vertreter der Universität von Klausenburg
- 1929–1930: Rektor der Universität von Klausenburg
- 1926–1929: Präsident der rumänischen Akademie der Wissenschaften
- 1920–1947: Direktor des Institut für Speläologie

## Mitgliedschaften
- Mitglied der Französischen Zoologischen Gesellschaft (1893), Ehrenpräsident (1925)
- Mitglied der Rumänischen Geographischen Gesellschaft (1900)
- Ehrenmitglied der Rumänischen Gesellschaft für Naturwissenschaften (1900)
- Mitglied der Société de Géographie (1900)
- Mitglied der Société entomologique de France (1906)
- korrespondierendes Mitglied der Zoological Society of London (1910), Mitglied (1947)
- Präsident der Société spéléologique de Paris (1910)
- Korrespondierendes Mitglied der Gesellschaft für Naturwissenschaften in Barcelona (1922)
- Mitglied des Nationalen Instituts für Anthropologie in Paris (1922)
- Mitglied der Rumänischen Ethnographischen Gesellschaft (1923)
- Mitglied der Biologischen Gesellschaft in Paris (1925)
- Mitglied der Rumänischen Geologischen Gesellschaft (1930), Präsident (1934)
- Mitglied der Spanischen Gesellschaft für Naturgeschichte in Madrid (1930)
- Gründungsmitglied der Biogeographischen Gesellschaft in Paris (1935)
- korrespondierendes Mitglied der Académie nationale de médecine (1944)

## Ehrungen
Die Universität Lyon verlieh Emil Racoviță 1923 die Ehrendoktorwürde. 1899 wurde er in Belgien zum Ritter des Ordens Leopolds II. ernannt. Er wurde 1922 Ritter und 1927 Kommandeur der französischen Ehrenlegion. In Rumänien erhielt er unter anderem den Orden Stern von Rumänien in den Klassen Offizier (1899 und 1922), Großoffizier (1928) und Großkreuz (1942), den Orden der Krone von Rumänien (Großkreuz 1930), den Orden Bene Merenti-Orden des Regierenden Hauses I. Klasse (1900), den Verdienstorden (Kommandeur 1931) und den Kultur-Verdienst-Orden (Ritter 1931, Offizier 1934 und Kommandeur 1943).

## Veröffentlichungen
Emil Racoviță ist der Autor von über 150 Publikationen. Zu nennen sind:
- La vie des animaux et des plantes dans l’Antarctique. („Das Leben der Tiere und Pflanzen in der Antarktis.“) 1900.
- Cétacés. In: Résultats du voyage du S.Y. Belgica en 1897–1898–1899 : sous le commandement de A. de Gerlache de Gomery. Rapports scientifiques publiés aux frais du gouvernement belge, sous la direction de la Commission de la Belgica, R9: Biologie, 1903.
- Essai sur les problèmes biospéologiques. („Aufsatz über die Probleme der Biospäleologie.“) 1907.
- Speologia. („Speläologie.“) 1927.
- Evoluția și problemele ei. („Probleme der Evolution.“), Astra, Cluj 1929.
- Dem Süden entgegen – Durch Patagonien zum Südpol. Jugendverlag, Bukarest 1960. (Reisebericht der Belgica-Expedition zum Südpol)